# 新斯卡爾梅日采
新斯卡爾梅日采是波蘭的城鎮，位於該國中部，由大波蘭省負責管轄，始建於1815年，面積1.59平方公里，是該地區的工業和商業中心，2006年人口5,080。

## 外部連結
- Official website （页面存档备份，存于） （波兰語）

51°43′N 18°00′E / 51.717°N 18.000°E